# Alexander Yakovlev (político russo)

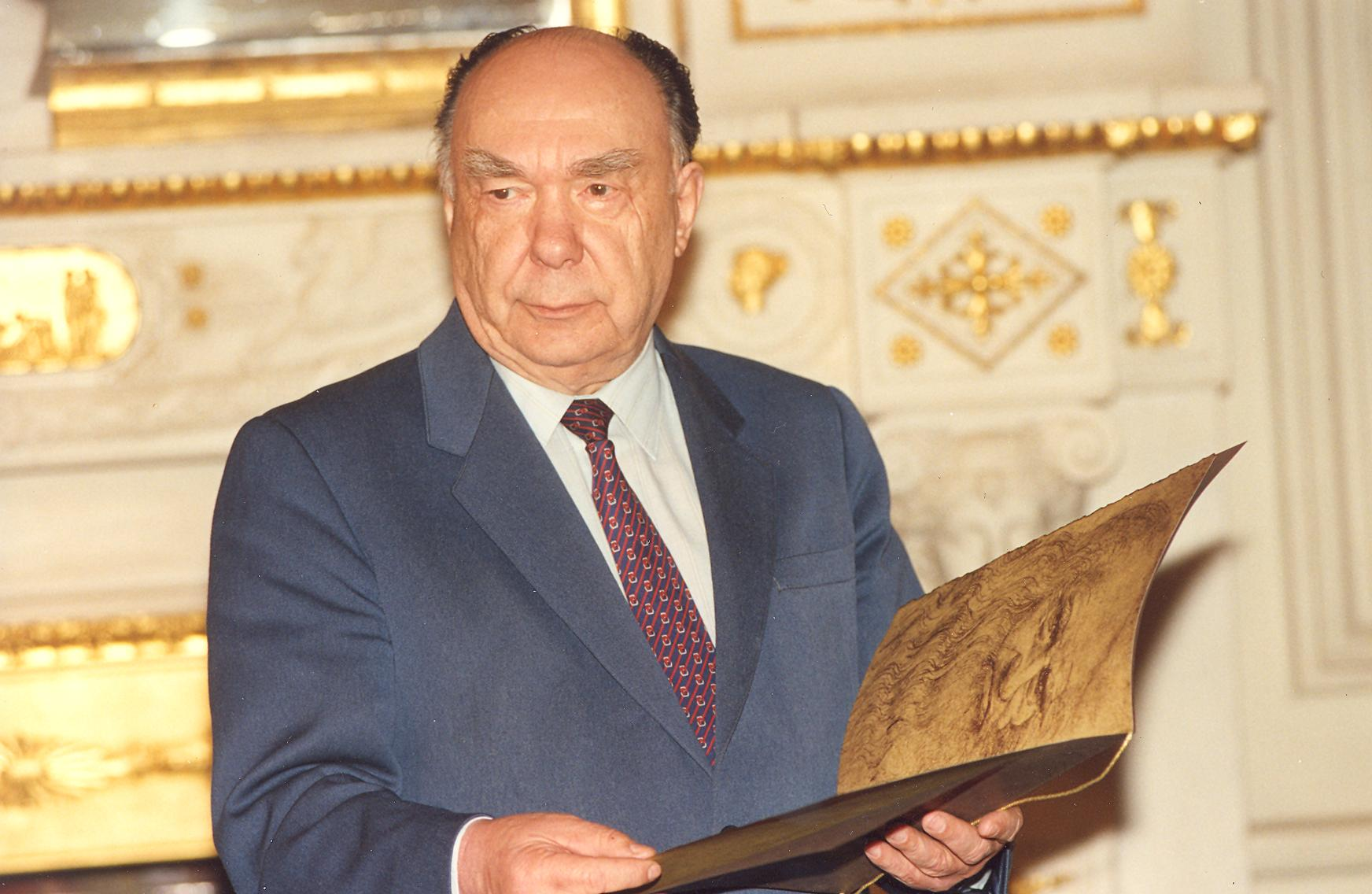
Alexander Yakovlev

Alexander Nikolaevich Yakovlev (russo : Александр Николаевич Яковлев; 2 de dezembro de 1923 - 18 de outubro de 2005) foi um político e historiador Soviético. Durante os anos 1980 ele foi membro do  Secretariado do Comitê Central do PCUS e do Politburo do Partido Comunista da União Soviética. Ele foi chamado de "padrinho da glasnost" por ele ser considerado a força intelectual por trás Mikhail Gorbachev nos programa de reformas conhecidos como glasnost e perestroika.
Yakovlev foi o primeiro político soviético a reconhecer em 1989 a existência do protocolo secreto de Ribbentrop-Molotov assinado com a Alemanha nazista em 1939.

## Início da carreira
Yakovlev nasceu em uma família de camponeses em uma pequena aldeia nas margens do rio Volga perto de Yaroslavl. Ele serviu no Exército Vermelho durante a Segunda Guerra Mundial, sendo gravemente ferido no cerco nazista de Leningrado. Em 1944 tornou-se membro do Partido Comunista da União Soviética.
Yakovlev atuou como editor de várias publicações do partido e subiu para a posição de chefe do Departamento de Ideologia e Propaganda do PCUS de 1969 a 1973. Em 1972, ele assumiu uma posição corajosa ao publicar o artigo intitulado Against Antihistoricism, criticando o nacionalismo russo e o da URSS em geral. Como resultado, ele foi removido de seu cargo e nomeado como embaixador no Canadá permanecendo nesse posto por uma década.

## Perestroika e suas conseqüências

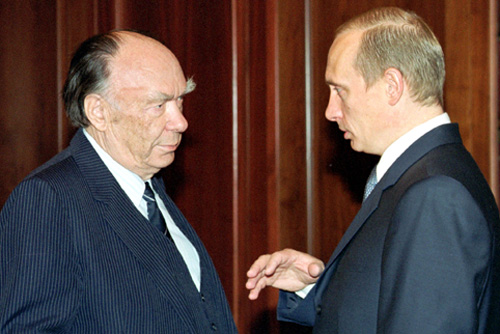
Yakovlev como o chefe da Comissão para a Reabilitação de Repressão das Vítimas Soviéticos se reúne com o presidente Vladimir Putin.

Quando Gorbachev tornou-se líder da União Soviética em 1985, promoveu Yakovlev a conselheiro sênior, o qual ajudando a moldar a política externa Soviética, ao defender a não-intervenção soviética na Europa Oriental. Internamente, ele argumentou em favor dos programas de reforma que ficou conhecido como glasnost (abertura) e perestroika (reestruturação) e desempenhou um papel fundamental na execução dessas políticas.
Durante décadas, foi a política oficial da União Soviética negar a existência do protocolo secreto de Ribbentrop-Molotov assinado com a Alemanha nazista em 1939. A mando de Mikhail Gorbachev, Yakovlev chefiou uma comissão que investigou a existência de tal protocolo. Em dezembro de 1989 Yakovlev concluiu que o protocolo tinha existido e revelou suas descobertas ao Parlamento soviético. Como resultado, o primeiro multi-partido eleito do Congresso dos Sovietes "passou a declaração admitindo a existência de protocolos secretos, condenando e denunciando-os".
Nos anos seguintes a dissolução da União Soviética, Yakovlev escreveu e ensinou extensivamente sobre história, política e economia. Em 2002, na qualidade de chefe do Comitê Presidencial para a reabilitação das vítimas da repressão política, ele esteve presente no anúncio do lançamento de um CD detalhando nomes e pequenas biografias das vítimas dos expurgos soviéticos.

## Honras e prêmios
- Ordem da Estrela Vermelha
- Ordem do Estandarte Vermelho

## Publicações
- Alexander N. Yakovlev and Abel G. Aganbegyan, Perestroika, 1989, Scribner (1989), ISBN 0-684-19117-2
- Alexander Yakovlev, USSR the Decisive Years, First Glance Books (1991), ISBN 1-55013-410-8
- Alexander Yakovlev, The Fate of Marxism in Russia, Yale University Press (1993), ISBN 0-300-05365-7; Lightning Source, UK, Ltd. (17 Novembro 2004) ISBN 0-300-10540-1
- Alexander N. Yakovlev, Century of Violence in Soviet Russia, Yale University Press (2002),  ISBN 0-300-08760-8; trade paperback, Yale University Press (2002), ISBN 0-300-10322-0
- Iakovlev A. N., Time of darkness, Moscow, 2003, 688 pages, ISBN 5-85646-097-9
- Alexander N. Yakovlev, Digging Out: How Russia Liberated Itself from the Soviet Union, Encounter Books (December 1, 2004), 375 pages, ISBN 1-59403-055-3